# Franziska Kaufmann
Franziska Kaufmann (ur. 3 listopada 1987) – szwajcarska curlerka. Mistrzyni świata i Europy, brązowa medalistka mistrzostw świata juniorów.

## Osiągnięcia

### Mistrzostwa świata
Trzykrotnie brała udział w mistrzostwach świata w curlingu, dwukrotnie zdobywając złoto (2014 i 2016). W obu zwycięskich turniejach skład drużyny był taki sam: Binia Feltscher (skip), Irene Schori, Franziska Kaufmann, Christine Urech, Carole Howald. W 2018 jej drużyna zajęła 8. miejsce.

### Mistrzostwa świata juniorów
Franziska Kaufmann jest brązową medalistką mistrzostw świata juniorów z 2009.

### Mistrzostwa Europy
Trzykrotnie wzięła udział w mistrzostwach Europy w curlingu. W 2014 zdobyła złoto (jedyny jej medal). Skład drużyny był taki sam, jak podczas zwycięskich mistrzostw świata.